# Силпа, Митч
Митч Си́лпа (англ. Mitch Silpa; р. 9 января 1973) — американский сценарист, актёр и режиссёр, который участвует в шоу NBC «The Rerun Show», и снимался в таких телесериалах как «Отчаянные домохозяйки», «Я с ней», «Один на один», «Кухонные секреты» и «Рино 911!».
Большую часть известности получил в Интернете благодаря своим пародиям на Дэвида Блейна, «Уличная магия Дэвида Блейна: Версия для YouTube». В этих пародиях Силпа выряжен как специально ухудшенное подобие всемирно известного фокусника. Также в этих пародиях участвуют актёры Мики Дэй и Майкл Нотон, исполняя роли парней, которых Силпа терроризирует своей «магией».

## Фильмография
- 1989 — Ад в джунглях / Hell on the Battleground Soldier #2
- 2000-2007 — Девочки Гилмор / Gilmore Girls — Terence
- 2000-2009 — Умерь свой энтузиазм / Curb Your Enthusiasm — Salesman
- 2002 — Мастер перевоплощения / Master of Disguise, The — Henchman
- 2003-2008 — Рино 911! / Reno 911! — Hotel Clerk
- 2003-2004 — Я с ней / I’m with Her! — Naked Man
- 2004 — А вот и Полли / Along Came Polly — J.C. Superstar Director
- 2004-2006 — Джоуи / Joey! — Tim
- 2004-… — Отчаянные домохозяйки / Desperate Housewives — Jerry
- 2004 — Dinner Conversation / Dinner Conversation — Martin
- 2005-2006 — Секреты на кухне / Kitchen Confidential — Alfredo
- 2005-2006 — Фредди / Freddie — Jacques
- 2006 — Other Mall, The / Other Mall, The — Jean store rep
- 2006- … — Братья и сестры / Brothers & Sisters — Quinn
- 2007- … — АйКарли / iCarly — Doctor
- 2007 — Case Closed / Case Closed — Brothel DJ
- 2008 — Night Writer / Night Writer — Lou
- 2009 — Coco Lipshitz: Behind the Laughter / Coco Lipshitz: Behind the Laughter  — Hans Lipshitz
- 2010 — Take 22: Behind the Scenes of Sequestered / Take 22: Behind the Scenes of Sequestered — Lou
- 2011 — Подружки невесты / Bridesmaids — Male Flight Attendant